# Wacław Eborowicz
Wacław Bronisław Eborowicz (ur. 29 maja 1915 w Piotrogrodzie, zm. 11 listopada 1994 w Starogardzie Gdańskim) – polski duchowny rzymskokatolicki, filolog, patrolog, profesor seminarium w Pelplinie.
Był synem Juliana (prawnika, zamordowanego w 1945 przez Niemców we Flossenbürgu) i Janiny ze Zdanowiczów. W 1919 rodzina Eborowiczów osiedliła się w Warszawie; Julian Eborowicz, ze względu na pracę w sądownictwie wojskowym, kilkakrotnie zmieniał miejsce zamieszkania i w 1920 sprowadził rodzinę do Poznania. Wacław Eborowicz uczęszczał do tamtejszego Gimnazjum Klasycznego im. św. Marii Magdaleny, składając egzamin dojrzałości w 1934. Pod wpływem katechety  ks. Leona Skórnickiego zainteresował się filologią klasyczną i osobą św. Augustyna.  W latach 1934-1938 studiował filologię na Uniwersytecie Poznańskim i uzyskał magisterium na podstawie pracy Quid Sanctus Augustinus de scholis Romanis tradiderit?. W czasie studiów dokonał pierwszych prac translatorskich kazań św. Augustyna. Zamierzał wstąpić do seminarium duchownego, ale prymas August Hlond skierował go na studia filozoficzne na Papieskim Uniwersytecie Gregoriańskim w Rzymie. Podjęcie tych studiów uniemożliwił Eborowiczowi wybuch II wojny światowej.
Wysiedlony w 1939 przez Niemców do Warszawy, znalazł posadę w Dziale Propagandy Zarządu Głównego Polskiego Czerwonego Krzyża, co pozwoliło mu uniknąć wywiezienia na roboty przymusowe. Przygotowywał się do przyjęcia święceń kapłańskich, studiując w latach 1940-1941 w seminarium pallotynów w Ołtarzewie, 1941-1942 w seminarium w Sandomierzu, 1942-1944 w seminarium jezuitów w Warszawie. W czasie powstania warszawskiego organizował wieczory modlitewne. Po upadku powstania osiadł z matką ponownie w Ołtarzewie, potem wyjechał do Poznania, wreszcie do Gniezna, gdzie 22 grudnia 1945 przyjął z rąk kardynała Hlonda święcenia kapłańskie. W 1947 uzyskał magisterium teologii na Uniwersytecie Jagiellońskim (praca Kontemplacja ekstatyczna u Plotyna), a także magisterium filozofii na Katolickim Uniwersytecie Lubelskim (praca Konstanty Michalski jako filozof). W marcu 1950 obronił pracę doktorską Nauka Plotyna o kontemplacji, przygotowaną pod kierunkiem ks. prof. Józefa Pastuszki.
Od kwietnia 1950 pracował jako wikariusz w Wolsztynie, Rawiczu i Stęszewie. Przez rok prowadził zajęcia z filozofii w seminarium w Tyńcu, w latach 1953–1958 przebywał na urlopie naukowym, gromadząc materiały do rozprawy habilitacyjnej. Odbył w tym okresie kilka wyjazdów zagranicznych, m.in. do Genui (gdzie głosił referat o kontemplacji u Plotyna), Rzymu i Paryża. We wrześniu 1958 biskup chełmiński Kazimierz Kowalski przyjął go na okres próbny do pracy w swojej diecezji; w grudniu 1960 Eborowicz został do niej inkardynowany. Wykładał patrologię w Akademii Teologii Katolickiej w Warszawie, w seminarium pelplińskim był profesorem łaciny, francuskiego i patrologii. W sierpniu 1970 otrzymał godność kanonika honorowego kapituły chełmińskiej w Pelplinie. W listopadzie 1975 habilitował się na Akademii Teologii Katolickiej (rozprawa Dzieje augustyńskiej koncepcji sprawiedliwości Bożej karzącej w historii teologii i filozofii od XVI do XVIII w.).
Od 1969 wchodził w skład zespołu redakcyjnego "Studiów Pelplińskich", był członkiem rady naukowej czasopisma "Filosofia oggi" (ukazującego się w Genui), a także członkiem Sekcji Patrystycznej Komisji Episkopatu ds. Nauki Katolickiej. W diecezji był referentem ds. ekumenizmu. Głosił referaty na międzynarodowych kongresach patrystycznych w Oksfordzie w 1965, 1967 i 1970. Łącznie był autorem niemal 150 prac naukowych i wypromował kilkunastu magistrów. We wrześniu 1989 został uhonorowany księgą pamiątkową przez Międzywydziałowy Zakład Badań nad Antykiem Chrześcijańskim KUL.
Pochowany został na cmentarzu parafialnym w Pelplinie.

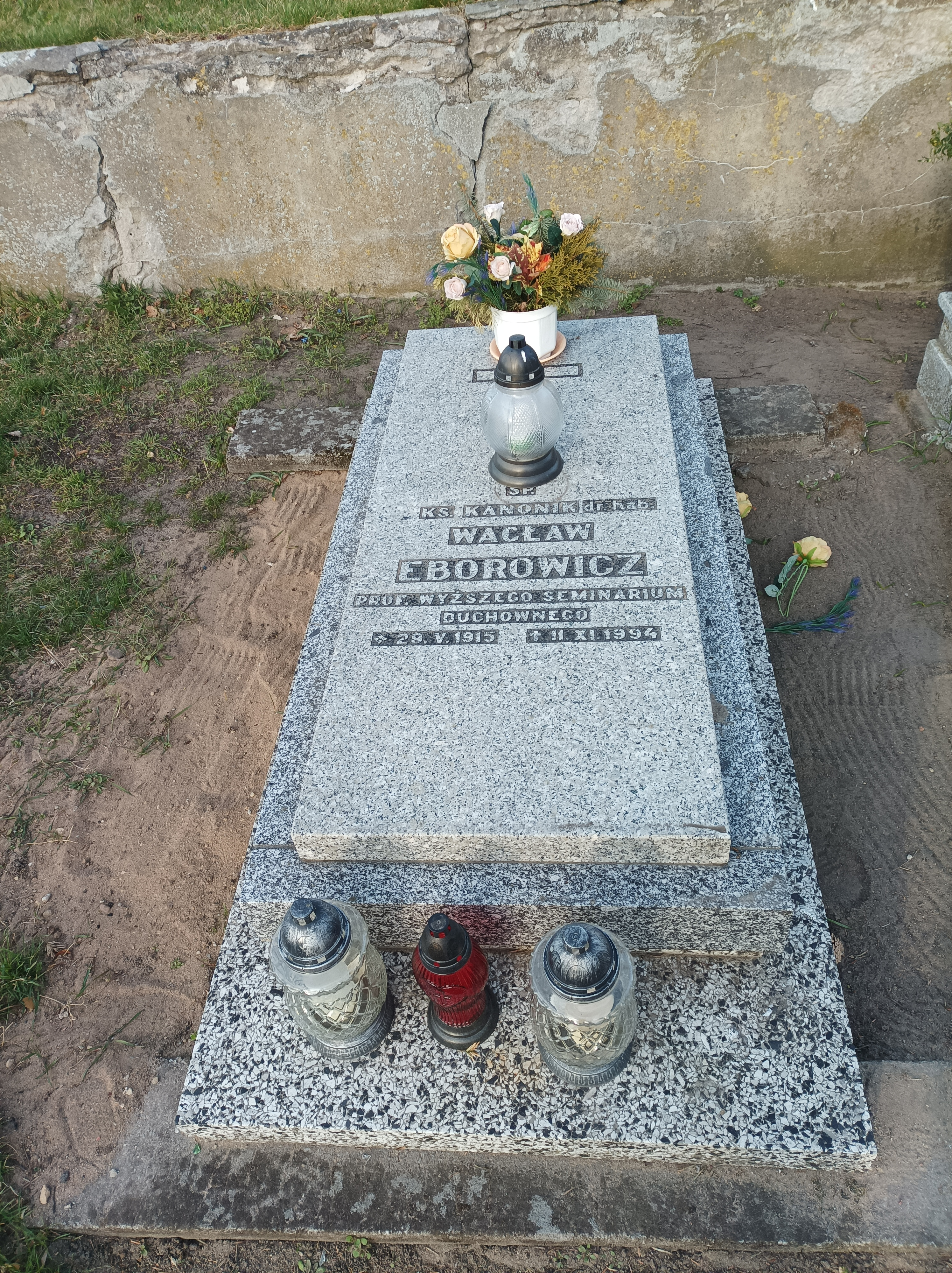
Grób ks. Wacława Eborowicza w Pelplinie

## Publikacje
- Wstęp do traktatu Augustyna z Hippony «O naturze dobra». W: Św. Augustyn: Dialogi filozoficzne. Wyd. 2. Kraków: Znak, 1999, s. 819-828. ISBN 83-7006-681-X.